# Jehuda ben Ascher
Jehuda ben Ascher (* 30. Juni 1270 in Köln; † 4. Juli 1349 in Toledo) war ein Talmudist und später Rabbiner in Toledo.
Er war ein Sohn des Ascher ben Jechiel, mit dem er später nach Toledo übersiedelte. Sein – eventuell pseudepigraphisches – „Testament“ ist ein Beispiel dieser eigenständigen mittelalterlichen Literaturgattung. Er schildert dort seine Familiengeschichte, beginnend mit der Zeit des Großvaters Jechiel ben Ascher, der aus Deutschland fliehen musste, zeichnet sein eigenes, von der Wohltätigkeit der jüdischen Gemeinde von Toledo abhängiges Gelehrtenleben, mahnt dann seinen Sohn zum Studium bestimmter Schriften. Der Text endet mit seinem tatsächlichen Testament.
Jehuda ben Ascher war der Bruder von Jakob ben Ascher.